# CDモロン
クルブ・デポルティーボ・モロン (スペイン語: Club Deportivo Morón) 、通称デポルティーボ・モロン (Deportivo Morón) は、アルゼンチン・ブエノスアイレス州モロンを本拠地とするサッカークラブである。

## ライバル
CDモロンの最大のライバルは、クルブ・アルミランテ・ブラウンである。この2チームの対戦はクラシコ・デ・ラ・ゾナ・オエステ (西地区ダービー) と呼ばれている。
他にCAヌエバ・チカゴともライバル関係にある。

## 歴代所属選手
- ウーゴ・カンパニャーロ 1998-2002
- ロマン・マルティネス 1999-2003
- ジャン・ジャック・ピエール 2003-2004
- ディエゴ・ペロッティ 2006-2007

## タイトル

### 国内タイトル
- プリメーラB (3部) : 2回: 1989-90, 2016-17
- プリメーラC (4部) : 2回: 1959, 1980
- プリメーラD (5部) : 1回: 1955